# Geórgios Alexiádis
Geórgios Alexiádis (grec moderne : Γεώργιος Αλεξιάδης, né le 18 décembre 1911 à Athènes et mort en 1999, est une personnalité politique grecque.